# (24952) 1997 QJ4
 (24952) 1997 QJ4 est un objet transneptunien du groupe des plutinos.

## Caractéristiques
(24952) 1997 QJ4 mesure environ 160 km de diamètre.

## Orbite
L'orbite de 1997 QJ4 possède un demi-grand axe de 39,655 ua et une période orbitale d'environ 250 ans. Son périhélie l'amène à 30,501 ua du Soleil et son aphélie l'en éloigne de 48,809 ua. Il s'agit d'un plutino.

## Découverte
1997 QJ4 a été découvert le 28 août 1997.